# Mesogobius nigronotatus
Mesogobius nigronotatus är en fiskart som först beskrevs av Kessler, 1877.  Mesogobius nigronotatus ingår i släktet Mesogobius och familjen smörbultsfiskar. Inga underarter finns listade i Catalogue of Life.